# Преобразувател напрежение-в-ток
Преобразувател напрежение-в-ток е вид електронно устройство с вход и изход, което променя електрическите свойства.
По редица причина в слаботоковата електроника, напрежението е по-често използвано за преносител на информация. Така електронните устройства се обозначават с напрежителни входове и изходи. Някои устройства обаче се обозначават от гледна точка на токови входове и изходи (например биполярен транзистор). В тези случаи е необходимо преобразуване на електрическите свойства в запас от информация.
Преобразувателят напрежение-в-ток променя електрическите свойства, пренасящи информацията, от напрежителни в токови. Той действа като линейна верига с коефициент на преобразуване k = IOUT/VIN [mA/V] със свойства на проводимост. Ето защо активната част на веригата се приема като усилвател на взаимна проводимост.
Преобразувателят напрежение-в-ток намира приложение в измерването на напрежение чрез уреди с токови входове, в създаването на токови източници, управлявани от напрежение, в състава на някои пасивни и активни преобразуватели напрежение-в-напрежение и др. В някои случаи простият пасивен преобразувател напрежение-в-ток работи добре, в други се налага използването на активен такъв. Съществува тясна връзка между двата типа – активният преобразувател произлиза от пасивния.

## Основна идея на пасивния преобразувател
Има много ситуации, в които налягането (напр. от голямо количество) поражда движение, което се опитва да преодолее дадено препятствие. Например:
- Пневматичен – помпа под налягане, която движи въздуха в затворен кръг от тръби.
- Вода – разликата във височината на водния стълб в два свързани помежду си съда.
- Термален – ако загреем единия край на парче метал, то след известно време ще се нагрее цялото парче.
- Механичен – мотор, задвижван от ремък.
- Информационен – когато някой разказва история по телефон на приятел, потокът от данни се движи по телефонната линия.

Потокът, налягането и преградата, като атрибути са взаимно свързани. Обикновено изходният поток, като променлива, е пропорционален на входното налягане; по този начин преградата, преобразува налягането (като променлива) в единно цяло.
В електричеството, ако напрежението Uin протича през резистор R (фиг. 2), в резултат се появява пропорционален ток Iout = Uin/R, който преминава през ел. веригата съобразно закона на Ом (I=U/R). В тази ел. верига, резисторът R е отговорен за преобразуването на потока, преминаващ през нея, от напрежението Uin в пропорционален ток Iout. По този начин резисторът R играе ролята на преобразувател на напрежение в ток – линейната ел. верига е с предавателен коефициент k = Vout / Iin [V/mA], с дименсия – съпротивление.

## Приложение на пасивния преобразувател

### Преобразувателят напрежение-в-ток като изходно устройство
Напрежително контролирани токови източници. Почти всички естествени електрически източници са постоянни източници на напрежение (основни и второстепенни батерии). В природата обаче няма постоянни източници на ток (като изключим индукторите, Ван дер Граф генераторите и фотодиодите). И поради тази причина източниците на ток се изграждат главно от други елементи. Например източник на напрежение, последван от преобразувател на напрежение в ток и съгласно формулата:
Източник на ток = Източник на напрежение + Преобразувател на напрежение в ток
Най-простото обяснение на тази формула е показано на фигура 5, където резисторът R е свързан с входното напрежение Uin и остава ел. веригата само да се върже към земя и тогава константният ток Iout=Uin/R ще се породи.

#### Преобразувателят напрежение-в-ток като входно устройство
Сложен волтметър. Галванометърът всъщност е амперметър. За да се измери напрежение с амперметър, преобразувателят на напрежение в ток (наричан още „умножителят“ резистор R) е свързан във веригата преди омметъра. За това класическият волтметър е съставно устройство, състоящо се от два компонента:
Сложен волтметър = преобразувател на напрежение в ток + омметър
„Умножаващият“ резистор в класическия волтметър има поведение на преобразувател на напрежение в ток.
Сложни пасивни преобразуватели: В повечето пасивни ел. вериги с капацитивен интегратор и индуктивен диференциатор, логаритмичен преобразувател и т.н., резисторът има поведение на преобразувател на напрежение в ток.:
U-to-U RC интегратор = U-to-I преобразувател + I-to-U C интегратор
U-to-U RL диференциатор = U-to-I преобразувател + I-to-U L диференциатор
U-to-U RD логаритмичен преобразувател = U-to-I преобразувател + I-to-U D лог. преобразувател
Транзистор, базиран на резистор. Транзисторът е устройство, управляващо се от ток; той всъщност дава на късо източника. За това, за да работи транзистора при относително високо напрежение (пример: в ел. верига с транзисторен ключ), основният резистор, който играе ролята на преобразувател на напрежение в ток, трябва да бъде свързан в схема общ емитер.
Транзистор с напрежителен вход = преобразувател на напрежение в ток + транзистор с токов вход
Операционен инвертиращ усилвател (входната част). В операционно усилващите инвертиращи ел. вериги, операционният усилвател пази напрежението на инвертиращия изход на нулево ниво (така наречената „земя“). Като резултат ел. веригата има поведение на устройство контролирано от ток, който дава на късо входния източник, свързан на инвертиращия вход. За да се захрани операционният усилвател с напрежение, резисторът има поведение на преобразувател на напрежение в ток, който е свързан между източника на напрежение и инвертиращият вход:
Операционен инвертиращ усилвател = преобразувател на напрежение в ток + операционен преобразувател на ток в напрежение
Операционен RC интегратор напрежение в напрежение = преобразувател на напрежение в ток + операционен С интегратор на ток в напрежение
Операционен RL на напрежение в напрежение диференциатор = преобразувател на напрежение в ток + операционен L диференциатор на ток в напрежение
Операционен RD логаритмичен преобразувател = преобразувател на напрежение в ток + операционен D преобразувател на ток в напрежение

## Недостатъци на пасивната версия
Реалните товари действат като незавършени текущи товари, разсейващи енергията (напр. простият амперметър, диода и т.н) или съхраняват енергията (кондензатор, акумулаторната батерия, ел. индуктор и т.н). Те имат съпротивление (линейно или нелинейно), капацитет или индуктивност, които са причина да спадне напрежението VL да се появи по време на натоварване. В този случай разликата от VIN – VL определя изходния ток IOUT вместо напрежението VIN; като резултат токът намалява.
Съществува противоречие в тези кръгове: от една страна, напрежителният спад VL е полезен като изходно напрежение; от друга страна напрежителният спад е вреден като намалява реалния ток – създаване на напрежение VR през резистора R. Това противоречие може да бъде разрешено с използването на активни елементи.

## Подобрение: активен преобразувател напрежение-в-ток
Премахване на смущенията чрез еквивалентни „анти-смущения“. Активната версия на преобразувателя на напрежение в ток е изградена на базата на добре познаваната техника от човешката програма, като компенсираме нежеланите ефекти на базата на използване на други еквивалентни „анти-величини“. Идеята е изпълнима при използване на допълнителен източник на енергия, който на главния източник, като компенсира локалните загуби, причинени от нежеланата външна величина (обратно на активния преобразувател от напрежение в ток, допълнителния източник компенсира загубите, причинени от вътрешна величина). Например, ако някой има счупен прозорец през зимата – включваме печка (през лятото – вентилатор), ако кола блъсне нашата кола, застрахователната компания компенсира вредите, причинени от колата, ако някой е изтеглил парите от нашата сметка, депозираме сумата в сметка, за да възстановим сумата, и т.н. (виж страницата за виртуалната нула за други примери). Във всички тези случаи ние сме подготвили standby ресурси, в случай да ги използваме, ако е необходимо да компенсираме евентуални външни загуби.
Негативно обратно захранване
Друга популярна техника за компенсиране на нежеланите величини е да се наблюдава и контролира величината, така че да не се намали желаната величина; това е известно като негативно обратно захранване. Предимството на това е предложение е, че всички видове нежелани елементи са компенсирани.
В електричеството проблемът със създаване на активен преобразувател от напрежение в ток е точно добре познатия проблем за създаването на източник на ток, контролиран от напрежението. За тази цел се използват две техники, с които може да се генерират идеите по-горе, в случай да компенсират загубите от товара.

### Компенсиране на напрежителния спад през товара чрез добавяне на напрежение
За да се покаже как тази основна идея е съпоставена на подобряването на пасивния преобразувател от напрежение в ток, първо се използва еквивалентният електрически кръг. В този активен преобразувател от напрежение в ток, спадането на напрежението VL през външния товар L е компенсирано чрез добавяне на същото напрежение VH = VL към входното напрежение VIN. По тази причина добавеният източник на напрежение BH е предварително включен към входното напрежение. Този допълнителен източник помага на входния източник на напрежение, когато реалният товар е включен; като резултат нежеланото външно напрежение VL изчезва и точка А се превръща във виртуална нула.
Активен преобразувател от напрежение в ток = пасивен преобразувател на напрежение в ток + спомагателен източник на напрежение
Реализиране на операционен усилвател. Главната идея по-горе се изпълнява с операционно-усилвателния преобразувател от напрежение в ток. Операционният усилвател е предварително включен към входния източник на напрежение; инвертирането на операционния усилвател е направено в точка А. Като резултат входното и изходното напрежение на операционния усилвател са сумирани. От друга гледна точка изходът на операционния усилвател е свързан последователно с товара L на мястото на компенсиращия източник на напрежение BH. Като резултат изходното напрежение от операционния усилвател и напрежителния пад се изваждат; потенциала в точка А представлява резултата от това изваждане.
Операционно усилвателния преобразувател от напрежение в ток = пасивен преобразувател от напрежение в ток + спомагателен операционен усилвател

#### Поддържане на постоянен ток с помощта на негативно обратно захранване
Негативните обратно захранващи системи имат уникалната способност да обръщат причинността в електрически преобразувател, свързан в контура на обратното захранване. Примери: неинвертиращ усилвател е всъщност реверсиран делител на напрежение, ОУ интегратор е обърнат диференциатор, ОУ логаритмичен преобразувател е обърнат анти-логаритмичен преобразувател и т.н.
ОУ преобразувател от напрежение в ток, построен чрез използване на негативно обратно захранване е фактически обърнат преобразувател от ток в напрежение. Напрежителният пад VR пропорционално на товарния ток I е съпоставен с входното напрежение VZ. По тази причина двете напрежения са свързани последователно и разликата им е поставена на входната част на регулиращия елемент. Като резултат регулиращият елемент установява I= VR/R ≈ VZ/R чрез промяна на неговото външно съпротивление, така че да направи разликата dV до нула. По този начин изходният ток е пропорционален на входното напрежение; целият кръг действа като активен преобразувател от напрежение в ток.
При това подреждане на негативно обратно захранване, всички видове смущения (не само напрежителният пад през товара) са компенсирани (например енергийно захранване и температурните изменения).